# Príncipe de San Donato

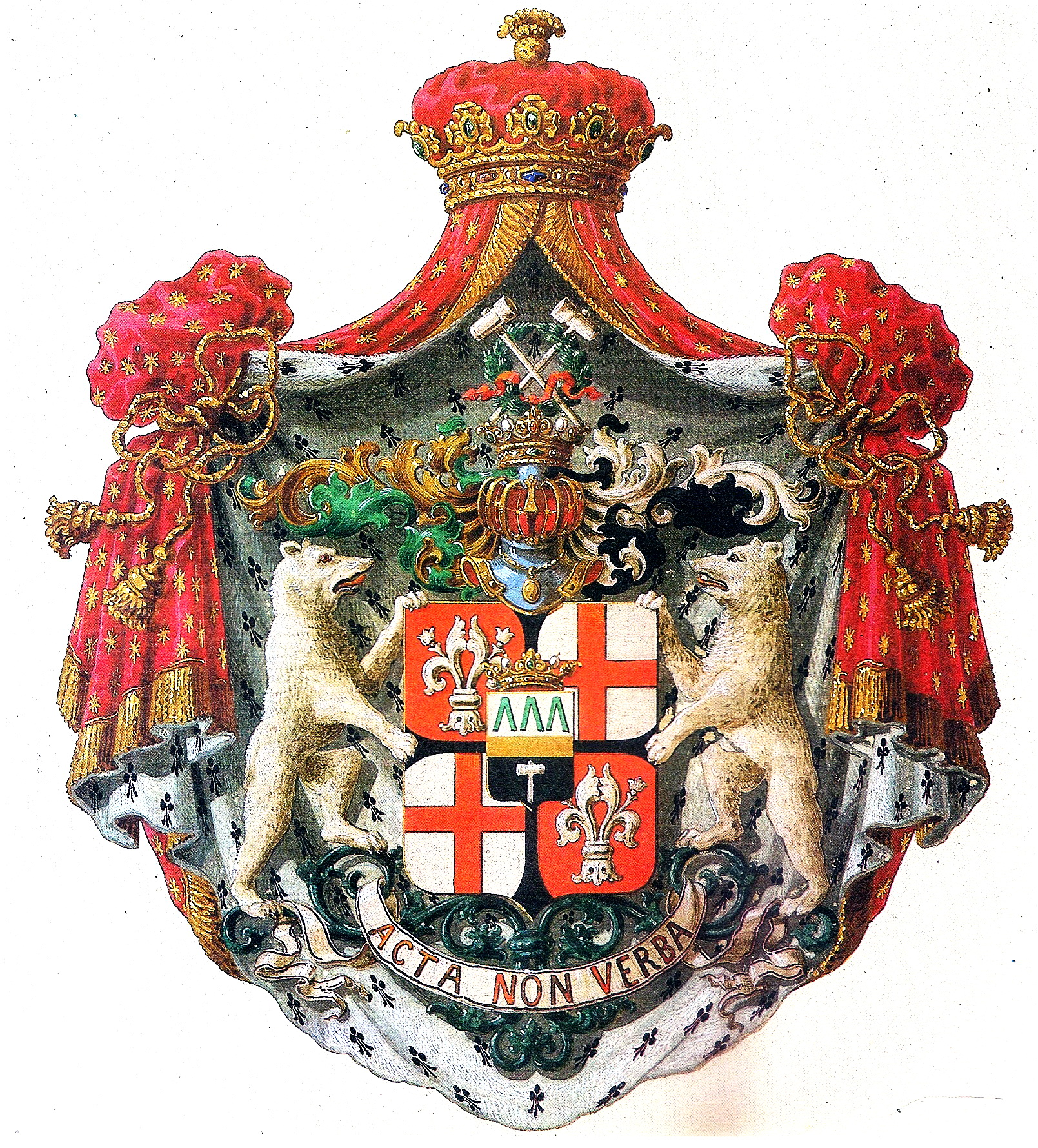
Brasão da família Demidov.

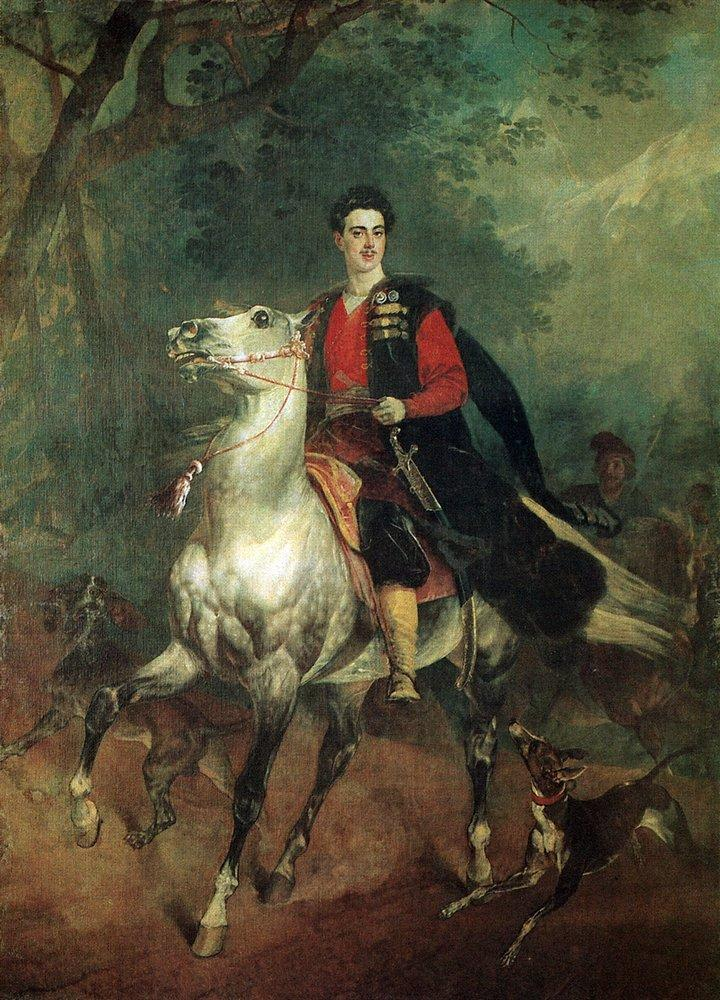
Anatole Demidov (1813-1870), 1º Príncipe de San Donato.

O título nobiliárquico de Príncipe de San Donato foi criado pelo Grão-duque Leopoldo II da Toscana para o conde e italófilo de origem russa Anatole Nikolaievich Demidov, para que este pudesse contrair matrimônio com a princesa Matilde Bonaparte, sem que está perdesse seu título, embora este título nunca tenha sido reconhecido pelo Império Russo.
Matilde era filha de Jerónimo Bonaparte, ex-rei da Vestfália e irmão mais novo do imperador Napoleão Bonaparte, e da princesa Catarina de Württemberg.
O título foi criado em honra a Villa San Donato, um palácio pertencente a família Demidov construído aos arredores de Florença, na Itália.

## Lista de príncipes de San Donato
- Anatole Nikolaievich Demidov (1813-1870), 1º Príncipe de San Donato. Casou-se com da princesa Matilde Bonaparte, sem descendência legítima.
- Pavel Pavlovich Demídov (1839-1885), 2º Príncipe de San Donato; Sobrinho do anterior.
- Elim Pavlovich Demídov (1868-1943), 3º Príncipe de San Donato; Filho do anterior.
- Anatole Pavlovich Demídov (1874-1943), 4º Príncipe de San Donato; Irmão do anterior.